# Misato (Kumamoto)
Pour les articles homonymes, voir Misato.
Misato (美里町, Misato-machi) est un bourg du district de Shimomashiki, dans la préfecture de Kumamoto au Japon.

## Géographie

### Démographie
Au 1er mai 2015, la population de Misato s'élevait à 10 462 habitants répartis sur une superficie de 144 km2.

## Histoire
La création de Misato date de 2004, après la fusion des anciens bourgs de Chūō et Tomochi.